# Kanton Le Theil
Kanton Le Theil (francouzsky Canton du Theil) byl francouzský kanton v departementu Orne v regionu Dolní Normandie. Tvořilo ho 10 obcí. Zrušen byl po reformě kantonů 2014.

## Obce kantonu
- Bellou-le-Trichard
- Ceton
- Gémages
- L'Hermitière
- Mâle
- La Rouge
- Saint-Agnan-sur-Erre
- Saint-Germain-de-la-Coudre
- Saint-Hilaire-sur-Erre
- Le Theil